# Donkeregracht

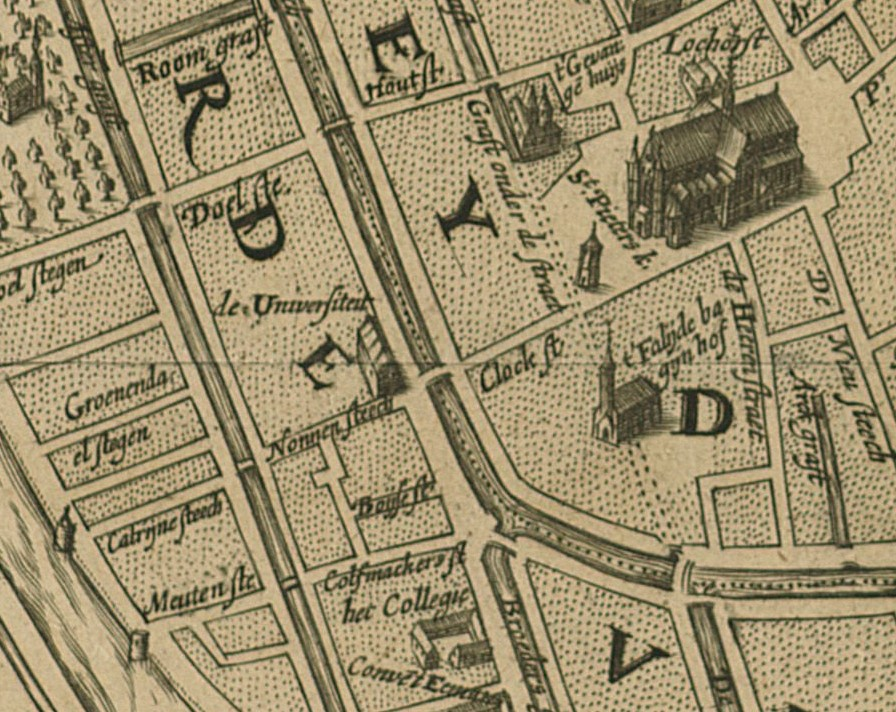
Uitsnede uit een kaart van Leiden door Jan Pietersz. Dou uit 1614, waarop de gracht staat aangegeven als "Graft onder de straet"

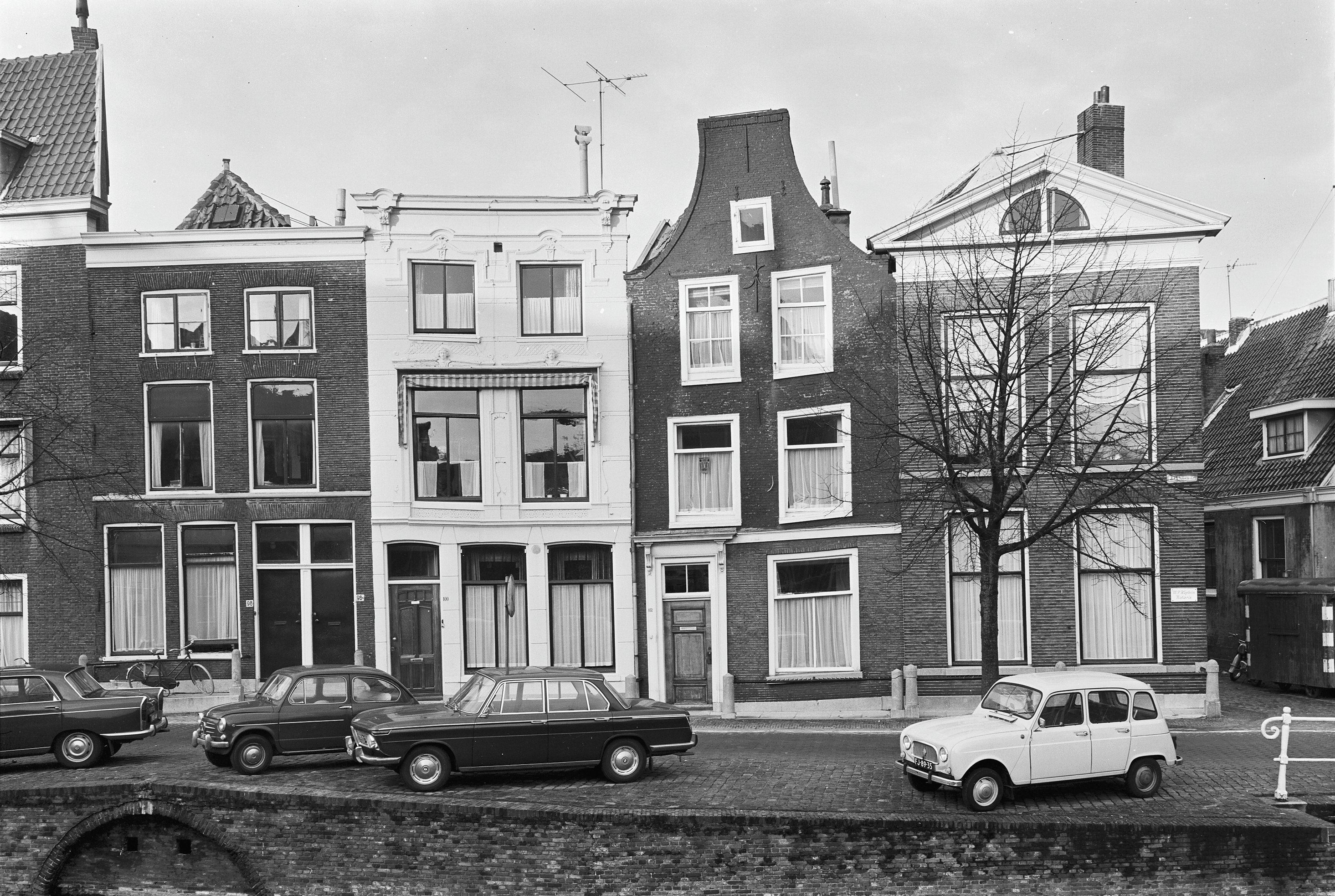
Deel van het Rapenburg, met links vooraan de voormalige uitstroomopening van de Donkeregracht

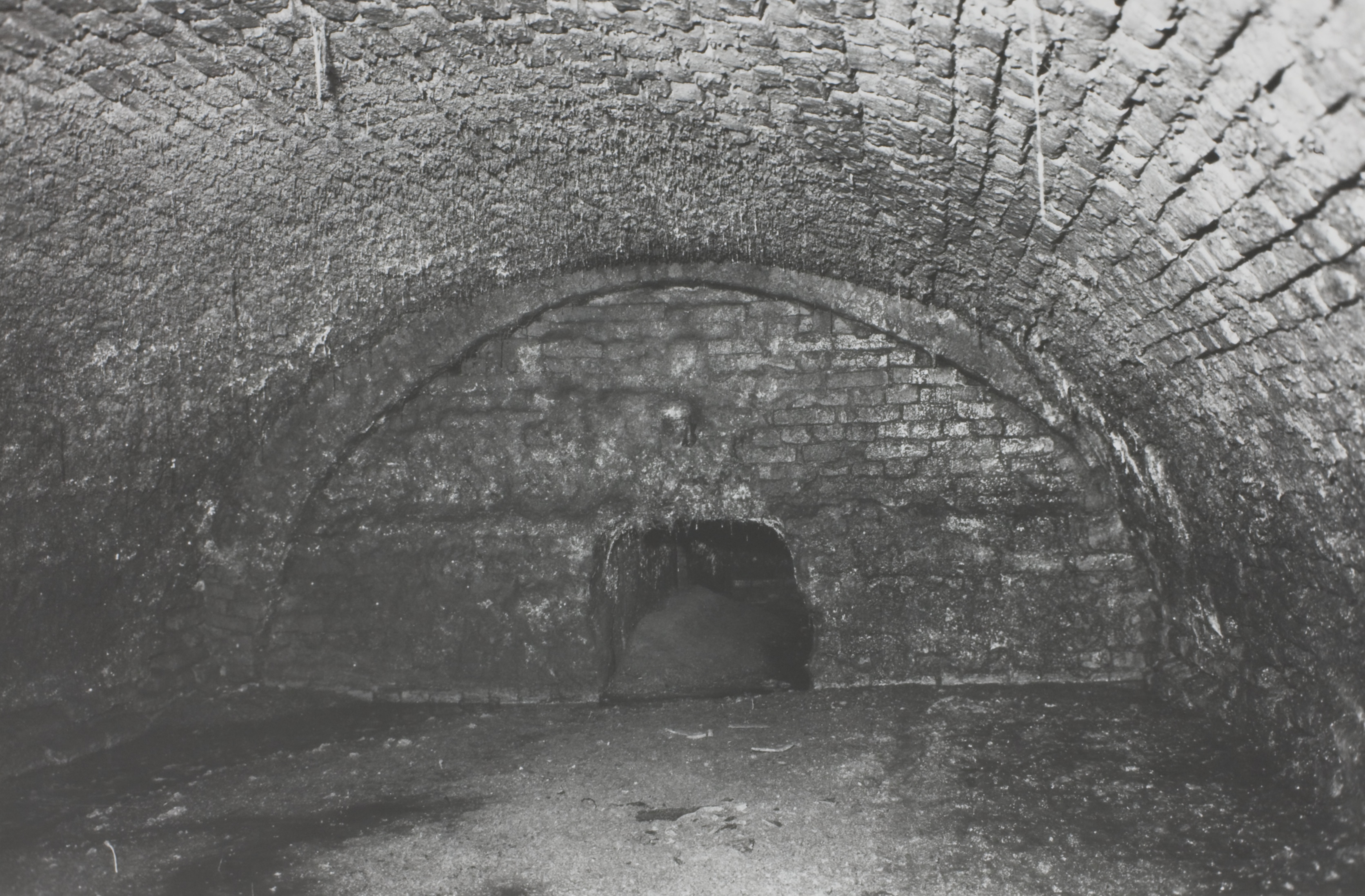
Gewelf onder Kloksteeg 13, deel van de overkluizing van de Donkeregracht

De Donkeregracht of Donkere gracht is een voormalige gracht in de Nederlandse stad Leiden. Het was de naam voor een deel van de Vliet, die eerst langs en later binnen de stad liep. Ter hoogte van de Boommarkt mondde de Vliet uit in de Oude Rijn.

## Loop
De gracht liep in het verlengde van de thans nog bestaande Vliet. Ze begon aan de overzijde van het Rapenburg en liep langs het Pieterskerkhof tot aan de gracht om het Gravensteen en het bijbehorende Groene Zoodje, het executieterrein. Vanaf het Gravensteen liep het water door als de Papengracht.

## Geschiedenis
Vermoedelijk had het water van de Vliet een defensieve functie aan de westrand van het grafelijk domein bij Leiden. Ook was het water van belang bij de aanvoer van bouwmaterialen, onder meer voor de Pieterskerk. Rond het jaar 1250 nam het Rapenburg, toen nog Steenschuur geheten, de verdedigingsfunctie over en kwam dit deel van de Vliet binnen de stadsmuren te liggen.

### Overkluizing
In de vijftiende en zestiende eeuw werden steeds meer delen overkluisd, het eerst aan het Pieterskerkhof. Hierdoor kwam het water onder de naam Donkeregracht bekend te staan. Zo werd in 1450 een deel overkluisd ten behoeve van een kapel bij het Falide Begijnhof, achter het huidige bestuursgebouw van de Universiteit Leiden. Rond 1600 was de gracht geheel overkluisd. De overkluizing is in 1956 deels afgebroken, waarbij de gracht werd gedempt en een riool werd aangelegd. De overkluizing onder Kloksteeg 13 is gerestaureerd en in gebruik als wijnkelder van een restaurant. Ook onder andere panden werden nog delen van de overkluizing aangetroffen. 
Op een plattegrond uit 1545 is de waterloop nog te zien, tot en met de Papengracht althans. Op een kaart van Leiden, die Joan Blaeu in 1649 vervaardigde, staat nog slechts de gracht om het Gravensteen aangegeven.
De Papengracht werd in 1633 overkluisd en de overkluizing werd eveneens in 1956 afgebroken.

## Volmolengracht
Nadat de volders of vollers, een met de lakenindustrie samenhangend ambacht, van de Langebrug werden verdreven, vestigden ze zich in het noordelijke stadsdeel. De namen Vollersgracht en Volmolengracht herinneren daar nog aan. De Volmolengracht heeft daarvóór ook enige tijd bekend gestaan als Donkere Gracht.